# Xysticus soderbomi
Xysticus soderbomi là một loài nhện trong họ Thomisidae.
Loài này thuộc chi Xysticus. Xysticus soderbomi được Ehrenfried Schenkel-Haas miêu tả năm 1936.